# Лазин вир
Лазин вир је излетиште изнад Врдника, на Фрушкој гори.
Формирано је око извора и малог водопада, висине око четири метра, који се налазе на на потоку Моринтово, који је притока Великог потока. До Лазиног вира се стиже лаганом шетњом из центра Врдника за око 20 минута. Излетиште је опремљено клупама и столовима.
Поред излетишта пролази маркиране планинарске стазе, према манастиру Ново Хопово, у дужини од око четири километра или правцем Стари Лединци—Парагово.